# Phyllophaga canipolea
Phyllophaga canipolea är en skalbaggsart som beskrevs av Saylor 1948. Phyllophaga canipolea ingår i släktet Phyllophaga och familjen Melolonthidae. Inga underarter finns listade i Catalogue of Life.